# عبد السلام بن الطيب
عبد السلام بن الطيب (1648م - 1698م)، هو أبو محمد عبد السلام بن الطيب القادري الحسني، وهو من عقب عبد القادر بن موسى الجيلاني، وينتهي نسبه إلى الحسن السبط بن علي بن أبي طالب بشار حافظ.
كان أسلافه يستقرون في العراق وغادروا هذا القطر سنة 656هـ/ 1258م، عند دخول المغول التتار إلى بغداد. وتوجهوا إلى الأندلس ويعتبر أحمد بن محمد بن إبراهيم بن عبد القادر الجيلاني أول من استقر من هذا البيت بالأندلس سنة 671هـ/ 1272م. كما يعتبر محمد بن محمد أول من قدم من هذا البيت القادري الحسني من غرناطة بعد سقوط الأندلس إلى المغرب، واستقر بفاس واستقر بفاس أوائل القرن -10- العاشر الهجري /أوائل القرن -16- السادس عشر الميلادي ( بعد سقوط غرناطة ودخول الروم عليها ) في عهد آخر ملوك بني الوطاس .
نشأته
_____________________________________________________________________________________________________________________________________________
ولد عبد السلام القادري وقت صلاة ظهر يوم الجمعة ليوم 10 رمضان عام 1058 هـ الموافق 29 شتنبر 1648 بفاس. نشأ في أسرة معروفة بالصلاح الخلقي والعطاء العلمي وتوفي والده الطيب وهو لا يزال صغيرا، فتكلفت بتربيته أمه فاطمة بنت حمدون الشقوري التي اضطرت إلى مزاولة صناعة «الغزل» بعد أن نفذ المال الذي تركه زوجها وتمكن صاحب الترجمة من حفظ القرآن على يد العلامة امحمد بن عبد القادر الفاسي الفهري المتوفى سنة 1116 هـ/1704م بالمسجد المعلق في فاس.
تتلمذ على أيدي مجموعة كبيرة من فحول العلماء ونجد منهم:
- أحمد بن عبد الله معن الأندلسي (العبدلاوي معن الأندلسي) المتوفى سنة 1120هـ/1708مـ،
- قاسم بن قاسم الخصاصي المتوفى عام 1083هـ/1672م.
- عبد القادر بن علي الفاسي الفهري المتوفى عام 1091هـ/1680م.
- العربي بن أحمد الفشتالي المتوفى عام 1092هـ/1681م،
- أحمد بن محمد بالفتح اليمني المتوفى عام 1094هـ/1683م،
- الحسن بن مسعود اليوسي المتوفى سنة 1102هـ/1691م،
- محمد الشاذلي بن محمد الدلائي المتوفى سنة 1103هـ/1692م،
- أحمد بن العربي ابن الحاج المتوفى سنة 1109هـ/ 1697م،
- العربي بن أحمد بردلة المتوفى سنة 1133هـ/1721م.

## شهرته
اشهتر بكثرة الحفظ ودقة الفهم، ونهل علوما متعددة كالحديث والأصول والمنطق، وأهله ذلك لتقلد وظيفة التدريس في عدة مساجد بمدينة فاس كمسجد الأندلس، وكذلك في بعض مدارسها كمدرسة الصهريج كما تقلد بالإضافة إلى أخيه السيد محمد العربي مهمة الكتابة والتأريخ والنسخ بالزاوية العبدلاوية زمن مشيخة سيدي أبي العباس أحمد بن عبد الله معن الأندلسي شيخ سيدي عبد السلام صاحب الترجمة. كما شهرت حلقات دروسه بكثرة طلبة العلم الذين التفوا حولها، ونجد من بينهم أشخاصا أصبحوا من فحول العلماء، من بينهم:
- محمد بن الطيب العلمي المتوفى عام 1134هـ/1722م،
- محمد بن أحمد المسناوي المتوفى عام 1136هـ/1724م،
- محمد بن حمدون بناني المتوفى عام 1140هـ/1727م، * وأحمد بن علي الوجاري المتوفى عام 1141هـ/1728م،
- محمد بن امحمد الفاسي المتوفى عام 1142هـ/1729م،
- محمد بن إدريس العراقي المتوفى عام 1148هـ/1735م،
- محمد بن محمد الصغير ميارة المتوفى عام 1156هـ/1743م،
- عبد المجيد بن علي الزبادي المتوفى عام 1163هـ/1750م،
- محمد بن عبد السلام بناني المتوفى في نفس السنة الأخيرة،
- محمد بن عبد الكبير بن محمد الغزواني المتوفى سنة 1164هـ/1751م.

تتجلى الثقافة الموسوعية لعبد السلام القادري في إنتاجه الفكري كما وكيفا، وكان له إلمام بعدة علوم منها الأصول والحديث والبلاغة والمنطق والكلام غير أن أكبر درايته كانت بعلم الأنساب.
جاء أجل صاحب الترجمة بمقر سكناه بدرب الشيخ الأسفل من عدوة فاس الأندلس قرب آذان صبح يوم الجمعة 13 ربيع النبوي عام 1110 هـ الموافق 20 شتنبر 1698م ودفن بالروضة التي خصها سيدي أحمد بن عبد الله معن الأندلسي لدفن أصحابه بجوار القبة العبدلاوية مرقد السادة المرابطين العبدلاويين المعنيين أبناء ولي الله سيدي محمد بن عبد الله معن الأندلسي، ولا يزال هذا الضريح معروفا إلى اليوم بفاس خارج باب الفتوح بجانب الروضة الفاسية.
أشهر مؤلفاته
1- الإشراف على نسب الأقطاب الأربعة الأشراف.
2- الدر السني فيمن بفاس من أهل النسب الحسني.
3- العرف العاطر في نسب من بفاس من أبناء الشيخ عبد القادر.
4- معتمد الراوي في مناقب سيدي أحمد الشاوي.
5- المقصد الأحمد في التعريف بسيدنا ابن عبد الله أحمد.
6- مطلع الإشراق في نسب الشرفاء الواردين من العراق.